# Мировая серия 2023
Мировая серия 2023 (англ. 2023 World Series) — финальная серия сезона Главной лиги бейсбола 2023 года, сто девятнадцатая в истории. Официальным спонсором финала являлся финансовый холдинг Capital One. Игры серии прошли с 27 октября по 1 ноября 2023 года. Соперниками по финалу стали победитель Американской лиги «Техас Рейнджерс» и чемпион Национальной лиги «Аризона Даймондбэкс». Победу в пяти матчах одержали «Рейнджерс», впервые в своей истории ставшие победителями Мировой серии. Самым ценным игроком финала был признан шортстоп победителей Кори Сигер, для которого эта награда стала второй в карьере.
Ранее «Техас Рейнджерс» играли в Мировой серии в 2010 и 2011 годах, оба раза потерпев поражения. Команда вышла в плей-офф после шестилетнего перерыва и дошла до финала, обыграв победителей Мировой серии 2022 года «Хьюстон Астрос». «Аризона Даймондбэкс» вышли в Мировую серию во второй раз в своей истории, команда выиграла чемпионский титул в 2001 году.

## Предыстория

### Техас Рейнджерс
Не выходившие в плей-офф на протяжении шести сезонов «Рейнджерс» добились успеха под руководством трёхкратного победителя Мировой серии Брюса Боши, несмотря на потерю главного приобретения межсезонья — питчера Джейкоба Дегрома. Основной движущей силой команды, одержавшей 90 побед и занявшей второе место в Западном дивизионе Американской лиги, стало нападение во главе с Маркусом Семиеном и Кори Сигером. Регулярный чемпионат «Рейнджерс» завершили в числе трёх лучших команд лиги по количеству заработанных ранов, выбитых хитов и хоум-ранов, а также набранных RBI. В плей-офф «Техас» последовательно обыграл «Тампу-Бэй Рейс», «Балтимор Ориолс» и действующих чемпионов «Хьюстон Астрос», причём в последней серии команда отыгралась, уступая 2:3. Для команды эта Мировая серия стала третьей в истории, ранее «Рейнджерс» выходили в финал в 2010 и 2011 годах.

### Аризона Даймонбэкс
«Аризона Даймондбэкс» вышли в финал, хотя всего два года назад команда закончила регулярный сезон со 110 поражениями. Стадию перестройки удалось пройти быстро благодаря появлению молодых звёзд, в первую очередь питчера Зака Галлена и аутфилдера Корбина Кэрролла. «Даймондбэкс» одержали 84 победы и вышли в уайлд-кард раунд плей-офф, сумев опередить в Западном дивизионе Национальной лиги «Сан-Диего Падрес» и «Сан-Франциско Джайентс». В плей-офф команда обыграла «Милуоки Брюэрс», одного из фаворитов сезона «Лос-Анджелес Доджерс» и финалистов последней Мировой серии «Филадельфию Филлис». Аризона вышла в финал во второй раз в истории, ранее команда выиграла Мировую серию 2001 года.

## Расписание и результаты
Серия стартовала 27 октября 2023 года на стадионе «Глоуб-Лайф-филд» в Арлингтоне. В отличие от предыдущих лет, когда преимущество своего поля в финале получал представитель лиги, победившей в Матче всех звёзд, в этот раз во внимание принимались результаты регулярного чемпионата: «Рейнджерс» одержали 90 побед, «Даймондбэкс» — 84 победы.
| Игра | Дата       | Результат                                       | Место проведения | Время | Посещаемость |
| ---- | ---------- | ----------------------------------------------- | ---------------- | ----- | ------------ |
| 1    | 27 октября | Техас Рейнджерс — Аризона Даймонбэкс — 6:5 (11) | Глоуб-Лайф-филд  | 4:02  | 42 472       |
| 2    | 28 октября | Техас Рейнджерс — Аризона Даймонбэкс — 1:9      | Глоуб-Лайф-филд  | 2:59  | 42 500       |
| 3    | 30 октября | Аризона Даймондбэкс — Техас Рейнджерс — 1:3     | Чейз-филд        | 2:51  | 48 517       |
| 4    | 31 октября | Аризона Даймондбэкс — Техас Рейнджерс — 7:11    | Чейз-филд        | 3:18  | 48 388       |
| 5    | 1 ноября   | Аризона Даймондбэкс — Техас Рейнджерс — 0:5     | Чейз-филд        | 2:54  | 48 511       |

### Отчёты о матчах

#### Игра 1
Мировая серия стартовала 27 октября 2023 года на поле стадиона «Глоуб-Лайф-филд» в Арлингтоне. Церемониальную первую подачу перед игрой выполнил бывший президент США Джордж Буш, в роли кэтчера выступил бывший игрок «Техас Рейнджерс» и член Зала славы профессионального бейсбола Иван Родригес. Национальный гимн США исполнила обладательница премий «Грэмми» и «Оскар» H.E.R.. По данным автора издания Sports Business Journal Остина Карпа, игра привлекла наименьший интерес телезрителей в истории Мировой серии — трансляцию на канале FOX смотрели 9,18 млн человек, что примерно на 100 тысяч меньше предыдущего антирекорда, установленного в 2020 году.
«Рейнджерс» повели со счётом 2:0 уже после первого иннинга, но не смогли удержать преимущество в счёте. К середине игры «Аризона» вышла вперёд, а девятый иннинг начался при счёте 5:3 в пользу гостей. Вышедший закрывать матч питчер Пол Суолд пропустил двухочковый хоум-ран от Кори Сигера, переведший игру в экстра-иннинги. В одиннадцатом иннинге победный для «Техаса» хоум-ран выбил один из лидеров команды в плей-офф Адолис Гарсия. Аутфилдер «Рейнджерс» провёл один из лучших матчей в истории финалов, пять раз пройдя на первую базу и побив рекорд Дэвида Фриза по количеству RBI в плей-офф по ходу одного сезона.
Дата: 27 октября 2023 года, 19:07 CDT

Стадион: «Глоуб-Лайф-филд», Арлингтон

Зрителей: 42 472
| Команда             | 1 | 2 | 3 | 4 | 5 | 6 | 7 | 8 | 9 | 10 | 11 | R | H | E |
| ------------------- | - | - | - | - | - | - | - | - | - | -- | -- | - | - | - |
| Аризона Даймондбэкс | 0 | 0 | 3 | 1 | 1 | 0 | 0 | 0 | 0 | 0  | 0  | 5 | 8 | 0 |
| Техас Рейнджерс     | 2 | 0 | 1 | 0 | 0 | 0 | 0 | 0 | 2 | 0  | 1  | 6 | 9 | 0 |

Победивший питчер — Хосе Леклерк (1—0); проигравший питчер — Мигель Кастро (0—1)

Хоум-раны:
- TEX: Кори Сигер (1), Адолис Гарсия (1)

#### Игра 2
Церемониальную подачу перед началом второй игры серии провели бывшие игроки «Рейнджерс» Адриан Бельтре и Ферги Дженкинс. Победу в матче одержала «Аризона», сравнявшая счёт в серии благодаря уверенной игре стартового питчера Меррилла Келли, позволившего игрокам соперника выбить всего один хоум-ран. Стартовый питчер «Техаса» Джордан Монтгомери в шести проведённых иннингах пропустил два рана, а выходившие затем на поле реливеры не смогли сдержать нападение «Даймондбэкс». Лучшим на бите в составе победителей стал Томми Фэм, сделавший четыре хита. Кетель Марте продлил свою серию игр с хитам в плей-офф до восемнадцати, побив рекорд лиги, ранее принадлежавший Хэнку Бауэру и Дереку Джитеру.
Дата: 28 октября 2023 года, 19:03 CDT

Стадион: «Глоуб-Лайф-филд», Арлингтон

Зрителей: 42 500
| Команда             | 1 | 2 | 3 | 4 | 5 | 6 | 7 | 8 | 9 | R | H  | E |
| ------------------- | - | - | - | - | - | - | - | - | - | - | -- | - |
| Аризона Даймондбэкс | 0 | 0 | 0 | 2 | 0 | 0 | 2 | 3 | 2 | 9 | 16 | 0 |
| Техас Рейнджерс     | 0 | 0 | 0 | 0 | 1 | 0 | 0 | 0 | 0 | 1 | 4  | 0 |

Победивший питчер — Меррилл Келли (1—0); проигравший питчер — Джордан Монтгомери (0—1)

Хоум-раны:
- TEX: Митч Гарвер (1)

#### Игра 3
В Финиксе церемония открытия матча прошла с участием двух победителей Мировой серии 2001 года — Луиса Гонсалеса и Рэнди Джонсона. Национальный гимн исполнила певица и актриса Джордин Спаркс. Победа в матче осталась за «Рейнджерс», несмотря на то, что уже в четвёртом иннинге поле из-за травмы покинул стартовый питчер команды Макс Шерзер, а в концовке получил повреждение Адолис Гарсия. Важную роль в успехе сыграло выступление реливеров «Техаса», в частности Джона Грея, и Кори Сигера, выбившего пятый хоум-ран в плей-офф. В составе «Аризоны» свою результативную серию продлил Кетель Марте.
Дата: 30 октября 2023 года, 17:03 MST

Стадион: «Чейз-филд», Финикс

Зрителей: 48 517
| Команда             | 1 | 2 | 3 | 4 | 5 | 6 | 7 | 8 | 9 | R | H | E |
| ------------------- | - | - | - | - | - | - | - | - | - | - | - | - |
| Техас Рейнджерс     | 0 | 0 | 3 | 0 | 0 | 0 | 0 | 0 | 0 | 3 | 5 | 0 |
| Аризона Даймондбэкс | 0 | 0 | 0 | 0 | 0 | 0 | 0 | 1 | 0 | 1 | 6 | 0 |

Победивший питчер — Джон Грей (1—0); проигравший питчер — Брэндон Фат (0—1); сейв — Хосе Леклерк (1)

Хоум-раны:
- AZ: —

#### Игра 4
Перед четвёртым матчем серии церемониальную первую подачу исполнил испанский гольфист Хон Рам, выпускник университета штата Аризона. В этой игре тренеры обеих команд активно задействовали реливеров, дав возможность отдохнуть стартовым питчерам. Нападение «Техаса» набрало по пять ранов во втором и третьем иннингах, обеспечив комфортное преимущество практически до конца игры. Бейсболисты «Аризоны» шесть из семи своих ранов набрали в двух заключительных иннингах, так и не сумев приблизиться к сопернику. Очередным хоум-раном отметился шортстоп Кори Сигер, Маркус Семиен заработал пять RBI, повторив рекорд Мировой серии для лидофф-хиттера, а «Рейнджерс» одержали десятую победу в десяти выездных матчах плей-офф сезона.
Дата: 31 октября 2023 года, 17:03 MST

Стадион: «Чейз-филд», Финикс

Зрителей: 48 388
| Команда             | 1 | 2 | 3 | 4 | 5 | 6 | 7 | 8 | 9 | R  | H  | E |
| ------------------- | - | - | - | - | - | - | - | - | - | -- | -- | - |
| Техас Рейнджерс     | 0 | 5 | 5 | 0 | 0 | 0 | 0 | 1 | 0 | 11 | 11 | 0 |
| Аризона Даймондбэкс | 0 | 0 | 0 | 1 | 0 | 0 | 0 | 4 | 2 | 7  | 12 | 1 |

Победивший питчер — Эндрю Хини (1—0); проигравший питчер — Джо Мэнтиплай (0—1)

Хоум-раны:
- AZ: Лурдес Гурриел (1)

#### Игра 5
Дата: 1 ноября 2023 года, 17:06 MST

Стадион: «Чейз-филд», Финикс

Зрителей: 48 511
| Команда             | 1 | 2 | 3 | 4 | 5 | 6 | 7 | 8 | 9 | R | H | E |
| ------------------- | - | - | - | - | - | - | - | - | - | - | - | - |
| Техас Рейнджерс     | 0 | 0 | 0 | 0 | 0 | 0 | 1 | 0 | 4 | 5 | 9 | 0 |
| Аризона Даймондбэкс | 0 | 0 | 0 | 0 | 0 | 0 | 0 | 0 | 0 | 0 | 5 | 1 |

Победивший питчер — Нейтан Эвалди (1—0); проигравший питчер — Зак Галлен (0—1); сейв — Джош Спорз (1)

Хоум-раны:
- AZ: —

## Спонсорство
Мировая серия 2023 года спонсировалась Capital One в рамках многолетнего соглашения. Согласно ему, логотип компании наносился на стадион и официальные цифровые устройства на поле, а также показывался во время телетрансляции.